# Bereik (wiskunde)
In de wiskunde is het bereik van een functie de verzameling van alle voorkomende functiewaarden. Het bereik wordt soms ook het beeld of het beeld van het domein van de functie genoemd.
Het begrip bereik wordt ook wel gebruikt om het verschil aan te geven tussen het kleinste en het grootste element in een verzameling reële getallen.
In het algemeen is het bereik een deel van het codomein, de verzameling van de van tevoren toegestane functiewaarden. Voor een surjectie van een afbeelding van een verzameling op zichzelf is het bereik gelijk aan het codomein van de functie.
Als de grafiek van een functie in een cartesisch coördinatenstelsel wordt getekend, wordt het bereik gewoonlijk weergegeven op de y-as.

## Voorbeelden
- De functie {\displaystyle f:\mathbb {R} \to \mathbb {R} } gedefinieerd op de reële getallen door {\displaystyle f(x)=2x} vermenigvuldigt het argument met 2. Ieder reële getal kan dus als functiewaarde optreden, want het is de functiewaarde bij het argument dat de helft van de functiewaarde is. Dus is de gehele {\displaystyle \mathbb {R} } het bereik van {\displaystyle f}.

- De functie {\displaystyle h:\mathbb {R} \to \mathbb {R} } is gedefinieerd door {\displaystyle h(x)=x^{2}}. Het domein bestaat weliswaar uit alle reële getallen, maar niet alle reële getallen komen voor als functiewaarde. Het kwadraat van een reëel getal is een niet-negatief getal en elk niet-negatief getal is het kwadraat van een reëel getal. Het bereik bestaat dus uit de niet-negatieve reële getallen {\displaystyle [0,\infty )}. Het bereik is hier slechts een deel van het codomein.